# شركة مساهمة
الشركة المساهمة (بالإنجليزية: Joint-stock company)‏، كيان تجاري يمكن فيه شراء وبيع أسهم الشركة من قبل المساهمين. يمتلك كل مساهم نسبة معينة من أسهم الشركة، يتضح ذلك من خلال حصصهم (شهادات الملكية). يمكن للمساهمين نقل أسهمهم إلى الآخرين دون أي تأثير على استمرارية وجود الشركة. 
في قانون الشركات المعاصر، غالبًا ما تكون الشركة المساهمة مرادفة للشركة المُدمجة (امتلاك شخصية معنوية بشكل منفصل عن المساهمين) والمسؤولية المحدودة (المساهمون مسؤولون عن ديون الشركة فقط مقابل قيمة الأموال التي استثمروها في الشركة). لذلك، تُعرف الشركات المساهمة عادة باسم الشركات المُدمجة أو الشركات المحدودة.
بقيت بعض السلطات القضائية توفر إمكانية تسجيل الشركات المساهمة دون مسؤولية محدودة. تُعرف الشركات المساهمة في المملكة المتحدة وفي البلدان الأخرى التي اعتمدت نموذجها لقانون الشركات، بالشركات غير المحدودة. في الولايات المتحدة، تُعرف ببساطة باسم الشركات المساهمة.

## المزايا
تشير الملكية إلى عدد كبير من الامتيازات. يدير الشركة نيابة عن المساهمين مجلس إدارة مُنتَخب في اجتماع عمومي سنوي.
يصوّت المساهمون أيضًا على قبول أو رفض تقرير سنوي ومجموعة حسابات مدققة. يمكن للمساهمين الأفراد في بعض الأحيان الترشح للإدارة داخل الشركة في حال حدوث شاغر، ولكنّه أمر غير شائع.
عادة ما يكون المساهمون غير مسؤولين عن أي من ديون الشركة التي تتجاوز قدرة الشركة على دفع ما يصل إليهم.
توجد الشركات المساهمة بشكل قانوني منفصل؛ ما يعني أن لها وجودًا قانونيًا آخر بدلًا من المالك.

## قانون الشركات
يتطلب وجود الشركة إطارًا قانونيًا خاصًا ومجموعة من القوانين تمنح الشخصية القانونية للشركة على وجه التحديد، وعادةً ما تنظر إلى الشركة بمثابة شخص خيالي أو شخص قانوني أو شخص معنوي (على عكس الشخص الطبيعي) الذي يحمي أصحابها (المساهمين) من الخسائر أو المسؤوليات «المؤسسية»؛ تكون الخسائر محدودة حسب عدد الأسهم المملوكة. علاوة على ذلك، تخلق حافزًا للمستثمرين الجدد (الأسهم القابلة للتسويق وإصدار الأسهم في المستقبل). عادة ما تُمكّن قوانين الشركات امتلاك الشركة لعقار وتوقيع العقود الملزمة ودفع الضرائب بصفة منفصلة عن تلك الخاصة بمساهميها الذين يُشار إليهم أحيانًا باسم «الأعضاء». كما أن المؤسسة مخوّلة باقتراض الأموال، بشكل تقليدي ومباشر من الجمهور، من خلال إصدار سندات مقابل فائدة. تعيش الشركات إلى أجل غير مسمى؛ يأتي «موتها» فقط بالاستحواذ أو الإفلاس. وفقًا للسيد المستشار هالدين،
...الشركة فكرة مجرّدة. ليس لديها عقل خاص بها أكثر مما لديها جسم خاص بها؛ وبالتالي، يجب البحث عن إرادتها النشطة والموجهة في الشخص الذي هو على الحقيقة العقل الموجّه والمدير للشركة، هو الأنا ومركز شخصية الشركة

-شركة لينارد للحمل المحدودة ضد شركة آسياتك للبترول المحدودة [1915] إيه سي 705 
تتجسد هذه «الإرادة التوجيهية» في مجلس إدارة الشركة. للشخصية القانونية أثران اقتصاديان. تمنح الدائنين (على عكس المساهمين أو الموظفين) الأولوية على ممتلكات الشركة عند سداد الديون. ثانيًا، لا يمكن سحب ممتلكات الشركة من قبل الدائنين المساهمين فيها، ولا يمكن لأصحاب الشركة الاستيلاء على ممتلكات الشركة من الأشخاص المساهمين. تتطلب الميزة الثانية تشريعًا خاصًا وإطارًا قانونيًا خاصًا، إذ لا يمكن استنساخها من خلال قانون العقود القياسي.          
تشمل القوانين الأكثر ملائمة للشركة:
| القانون            | الوصف |
| المسؤولية المحدودة | على عكس الشراكة أو الملكية الفردية، يتحمل المساهمون في شركة تجارية حديثة مسؤولية «محدودة» ديون الشركة والتزاماتها. ونتيجة لذلك، لا يمكن أن تتجاوز خسائرهم المبلغ الذي ساهموا به في الشركة كمستحقات أو مدفوعات مقابل الأسهم. وهذا يمكّن الشركات من «تعميم تكاليفها» لصالح المساهمين الأساسيين؛ يُقصد بتعميم التكاليف نشرها في المجتمع بشكل عام. ينطوي المنطق الاقتصادي على أنّ التعميم يسمح بالتداول المجهول في أسهم الشركة من خلال إلغاء دائني الشركة كمساهمين في مثل هذه الصفقة. ودون مسؤولية محدودة، قد لا يسمح الدائن ببيع أي سهم إلى مشترٍ على الأقل بنفس الجدارة الائتمانية مثل البائع. تسمح المسؤولية المحدودة للشركات أيضًا بجمع مبالغ كبيرة من التمويل لمؤسساتها من خلال الجمع بين الأموال من العديد من مالكي الأسهم. تقلل المسؤولية المحدودة المبلغ الذي يمكن أن يخسره المساهم في الشركة. وهذا يزيد من جاذبية المساهمين المحتملين، وبالتالي يزيد من عدد المساهمين الراغبين والمبلغ المحتمل أن يستثمرونه. ومع ذلك، تسمح بعض السلطات القضائية أيضًا بنوع آخر من الشركات تكون فيه مسؤولية المساهمين غير محدودة، على سبيل المثال شركة المسؤولية غير المحدودة في مقاطعتين في كندا، والشركة غير المحدودة في المملكة المتحدة. |
| الثبات الدائم      | تتضمن الميزة الأخرى أنّ ممتلكات وهيكل الشركة يمكن أن يستمرا إلى ما بعد عمر مساهميها وحَمَلة السندات. يسمح هذا بالاستقرار وتراكم رأس المال، ويوفّر الاستثمار في مشاريع أكبر وأطول أمدًا مما لو كانت ممتلكات الشركة عرضة للتصفية والتوزيع. كان هذا الأمر مهمًا أيضًا في العصور الوسطى. عندما كان يجري التبرع بالأرض للكنيسة (شركة)، فإنّ الرسوم الإقطاعية التي يمكن أن يطالب بها الرب لن تقع عند وفاة صاحب الأرض: انظر قوانين مورتماين. (ومع ذلك يمكن حل شركة ما بواسطة سلطة حكومية عن طريق وضع حدّ لوجودها بمثابة كيان قانوني. ونادرًا ما يحدث ذلك ما لم تخالف الشركة القانون، مثلًا إذا لم تستوفِ شروط الإيداع السنوية أو -في ظروف معينة- إذا طالبت الشركة بالتصفية). |

## خطوات تأسيس الشركة المساهمة
1. استخراج شهادة رسمية من السجل التجاري تفيد أن الاسم التجاري للشركة لا يلتبس مع اسم شركة أخرى.
2. بعد أن يحدد المؤسسون مشروع تكوين الشركة فإنهم يبرمون عقدها التأسيسي وذلك بقيام المؤسسون أو وكيلهم بشراء العقد المخصص للتأسيس من قطاع شركات الأموال الذي يقوم بدوره بإصدار نماذج خاصة لعقود الشركات.
3. يحرر عقد الشركة بكتابة ما اِتُّفِقَ عليه بين الشركاء في المساحات المخصصة لها بالعقد بما فيها أغراض الشركة والتي يجب أن تكون متفقة مع أحكام القوانين واللوائح والقرارات المنظمة بشرط استصدار التراخيص اللازمة لممارسة النشاط المتفق عليه وعلى المشاركة فيه، ويجب أن يتضمن العقد والنظام الأساسي للشركة توقيع المؤسسين أو من ينوب عنهم قانونا، وكذلك خاتم وامضاء كل من مراقب حسابات الشركة ومستشارها القانوني.
4. بعد ذلك يتم تقديم عقد الشركة لقطاع شركات الأموال.